# Front Mission 3
Front Mission 3 (フロントミッション サード Furonto Misshon Saado?) es un videojuego de rol táctico sci-fi para PlayStation creado por Square (en la era pre-Square Enix) y lanzado al mercado japonés el 9 de septiembre de 1999, y publicado más tarde en Norteamérica el 22 de marzo de 2000. Front Mission 3 fue el primero de la serie en publicarse fuera de Japón, cortesía de Square Elecronic Arts, división norteamericana de Square Enix. El juego se desarrolla en un escenario futuro alrededor del año 2112.

## Jugabilidad
La mecánica del juego de Front Mission 3 es tomada de Front Mission 1st y 2. A diferencia de otros juegos de rol táctico, Front Mission 3 usa más elementos de rol que de estrategia. Como novedad, Front Mission 3 contiene 2 arcos argumentales distintos. Eso significa que el usuario puede jugar 2 historias distintas en un mismo disco (cada historia ocupa 2 ranuras de la memory card PlayStation). A diferencia de sus precuelas, Front Mission 3 ya puede atacar a pilotos. Esto significa que un ataque puede dañar o incluso expulsar a los pilotos de sus máquinas. Los pilotos pueden atacar usando pistola y moverse cuadra por cuadra a pie, o incluso sabotear máquinas oponentes que fueron expulsadas o abandonadas con anterioridad. 2 funciones que son extraídas de Front Mission 2 son AP y links. Los AP se consumen en cada acción (movida, ataque, etc.) pero se recargan al inicio del turno. Los Links son habilidades nuevas que permiten unir hasta 3 unidades (usando clases y armas correctas). Otra función extraída de Front Misison 2 es el ángulo de cámara, en el cual el usuario puede girar el mapa.

## Historia
En él, se narra la historia del ciudadano japonés OCU (Unión de Comunidades de Oceanía), llamado Kazuki Takemura, que es el protagonista. En 2112, Kazuki es un piloto Wanzer de pruebas para KIRISHIMA Heavy Industries. Él y su amigo, Ryogo Kusama, quedaron atrapados en una conspiración nacional a raíz de la participación de una gran explosión que se produce durante su visita a la base militar de Yokosuka. Desde este punto el juego se divide en dos historias diferentes en función de una elección temprana. Si decide acompañar a Ryogo, la científica Emir "Emma" Kramskoi de USN ayudará a investigar la bomba MIDAS. Si decide rechazar la solicitud, Kazuki buscará a su hermana Aliciana "Alisa" Takemura y escapa a Da Han Zhong (DHZ).
De todos modos, los protagonistas y sus acompañantes escapan de la base de la fuerza de defensa japonesa (JDF). En el arco USN, Emir ayudará a Kazuki y Ryogo junto con los aliados de USN. En el arco DHZ, el agente Liu Hei Fong salva a Kazuki, a Alisa y a Ryogo de la detención, pero ambos Kazuki y Ryogo son considerados terroristas por parte de JDF durante el asedio de la base Yokosuka. Sin importar el arco, Emir o Liu le avisa que MIDAS era una bomba de alto secreto creada por USN en Alaska y robada por JDF, que estalló cuando intentaba reproducirla. 
Entre batalla y batalla, se encuentra los "números imaginarios" y los "números reales", como resultado del programa de ingeniería genética para crear el humano perfecto. Sin embargo, todo se complica cuando estalla MIDAS en Filipinas pero que era un duplicado del original.
Ahora el grupo debe encontrar el MIDAS original y destruirla. Depende del arco elegido depende del final del juego.